# Тихвинка (Омская область)
Ти́хвинка — село в Павлоградском районе Омской области. Административный центр Тихвинского сельского поселения.

## География
Село расположено в 23 км от районного центра — Павлоградки и в 82 км от Омска.
Село находится в лесостепной зоне, в окружении распаханных полей и многих берёзово-осиновых колков (лесных массивов среди полей и пашен).

## История
9 июля 1909 года был основан переселенческий посёлок Тихвинский Основали его выходцы из Болховского, Брянского, Кромского уездов Орловской губернии.
Одними из первых приехали два брата Половинкиных. Среди первых поселенцев были Петрухины, Перегудины, Федонькины, Сазоновы, Гунины, Волчковы, Шейко, Белоконь, Арбузовы и др. С названием посёлка возник спор между переселенцами, никто не хотел уступать. Вдруг кто-то вспомнил, что в этот день был праздник Тихвинской Божьей Матери. И все единогласно согласились новый посёлок назвать Тихвинским.

В 1928 году состояло из 221 хозяйства, основное население — русские. Центр Тихвинского сельсовета Павлоградского района Омского округа Сибирского края.

## Население
| 1926 | 2010 |
| ---- | ---- |
| 1149 | ↘928 |

Гендерный состав
По данным Всероссийской переписи населения 2010 года в гендерной структуре населения из 928 человек мужчин — 436, женщин — 492	(47,0 и 53,0 % соответственно)
Национальный состав
В 1928 г. основное население — русские.
Согласно результатам переписи 2002 года, в национальной структуре населения русские составляли 55 % от общей численности населения в 1070 чел..

## Инфраструктура
В селе действует детский сад, средняя школа, культурно-досуговый центр, фельдшерско-акушерский пункт (ФАП), администрация поселения, социально-досуговый центр.
Село является основным местом деятельности КФХ «Бозоян», созданного на основе бывшего ЗАО «Тихвинское».